# Dorothy Tyler-Odam
Dorothy Tyler-Odam (Londres, 14 de marzo de 1920 - 25 de septiembre de 2014) fue una atleta británica que compitió en los Juegos Olímpicos de Berlín 1936 y Juegos Olímpicos de Londres 1948 en la modalidad de salto de altura.

## Biografía
Participó para Gran Bretaña en los Juegos Olímpicos de Berlín 1936, donde ganó la medalla de plata por detrás de la húngara Ibolya Csák y por detrás de la alemana Elfriede Kaun, quedando las tres con la misma marca, 1,60m. Repitió la misma hazaña en los Juegos Olímpicos de Londres 1948, por detrás de la estadounidense Alice Coachman y por delante de la francesa Micheline Ostermeyer, consiguiendo el récord olímpico, siendo la única mujer en repetir medalla antes y después de la Segunda Guerra Mundial. También consiguió tres medallas en los Juegos de la Mancomunidad, dos de oro en 1938 y 1950, y una de plata en 1954. Además ganó una medalla de plata en el Campeonato Europeo de Atletismo de 1950.
Fue nombrada miembro de la Orden del Imperio Británico el 31 de diciembre de 2001.
Falleció el 25 de septiembre de 2014 a los 94 años de edad tras una larga enfermedad.